# The Fighting Hope
The Fighting Hope é um filme de drama mudo produzido nos Estados Unidos e lançado em 1915.